# Contea di Ding'an
La contea di Ding'an (定安县S, Dìng'ānP) è una città-contea della Cina, situata nella provincia di Hainan].